# Kanpur Dehat
Kanpur Dehat är ett distrikt i den indiska delstaten Uttar Pradesh, och hade 1 563 336 invånare år 2001 på en yta av 3 146 km². Det gör en befolkningsdensitet på 496,9 inv/km². Den administrativa huvudorten är staden Akbarpur. De största religionerna är Hinduism (90,21 %) och Islam (9,31 %).

## Administrativ indelning
Distriktet är indelat i fem kommunliknande enheter, tehsils:
- Akbarpur, Bhognipur, Derapur, Rasulabad, Sikandra

## Städer
Distriktets städer är huvudorten Akbarpur samt Amraudha, Gausganj, Jhinjhak, Pukhrayan, Rura, Sikandra och Shivli.
Urbaniseringsgraden låg på 6,89 procent år 2001.